# すくすく赤ちゃん
『すくすく赤ちゃん』（すくすくあかちゃん）は、1992年4月6日から1999年4月3日までNHK教育テレビジョンで放送されていた育児関連のテレビ番組である。
1986年4月11日から1990年3月16日にも『おかあさんの勉強室』で同名の企画が放送されていたことがある（再放送は1990年3月30日まで実施）。

## 放送時間
| 期間       | 期間       | 放送時間（日本時間）                  | 備考                              |
| ---------- | ---------- | ------------------------------------- | --------------------------------- |
| 1992.04.06 | 1993.03.31 | 月曜日 - 金曜日 15:30 - 16:00（30分） | この時期のみ帯番組として放送      |
| 1993.04.11 | 1995.04.02 | 日曜日 19:00 - 19:40（40分）          |                                   |
| 1995.04.08 | 1998.03.21 | 月曜日 13:20 - 14:00（40分）          | 1995年3月18日までは再放送枠だった |
| 1998.04.11 | 1999.04.03 | 土曜日 11:00 - 11:40（40分）          |                                   |

## 司会
- 好本恵
- ダニエル・カール